# 윌리엄 랭글런드

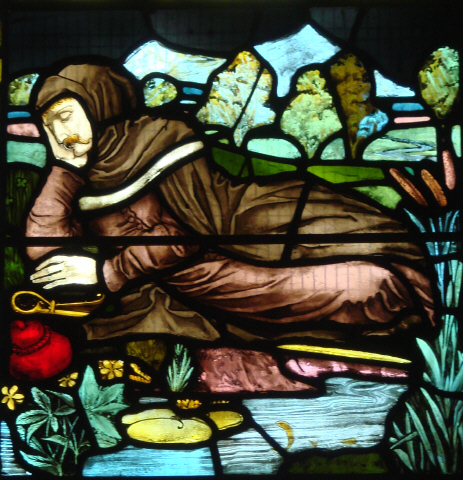

윌리엄 랭글런드(William Langland, 1332년 경 ~ 1386년 경)는 중세 영어 두운 운문 작가이다.
14세기 종교시의 대작 <농부 피어스의 꿈>을 썼는데, 그 자신의 일생에 대해서는 그다지 알려지지 않고 있다. 당시의 사회부패, 특히 종교계의 타락을 파고든 그의 독특한 필치는 종교개혁자 위클리프를 연상케 한다. 그러나 그는 위클리프처럼 교회제도 그 자체를 비판한 것은 아니었다. 그의 창작태도는 고대 영어시대의 <베어울프> 등과 흡사했는데, 나중에 스펜서 밀턴에 의해 계승되었다. 그는 초서와 나란히 영국문학의 전통을 형성하는 데 큰 역할을 했다.

## 생애
중세 영국의 대표적 작가인 제프리 초서와 동시대를 살았다. ≪캔터베리 이야기≫ 말고도 많은 작품을 남긴 초서와 달리 랭글런드는 ≪농부 피어스의 꿈≫ 단 한 편의 작품을 썼을 뿐이지만 이는 당시 매우 인기 있던 작품으로 50∼60여 개의 원고가 전해오고 있다. 랭글런드는 일생을 통해 이 작품 하나를 계속 다시 써서 세 개의 판본인 A(2567행), B(7247행), C(7357행) 텍스트가 전해온다.
랭글런드에 대해서는 개인적 기록이 남아 있지 않기 때문에 오직 작품을 근거로 추측해 볼 수밖에 없다. 랭글런드는 1331년 혹은 1332년에 맬번 힐 근처에서 로케일의 유스타스의 서자로 출생했다. 그는 베네딕트 수도원 혹은 시스테리안 수도원에서 몇 년간 수업을 받은 뒤 말단 성직자로 부임한다. 얼마 동안은 런던의 콘힐에서 아내 키트와 살면서 죽은 자의 명복을 빌어주는 사제로 봉직했고 1387년 혹은 1389년에 죽었다. 랭글런드는 이 작품의 장르로 꿈의 내용을 전하는 드림 알레고리, 특히 의인화 알레고리를 채택해 주인공인 화자가 꾸는 꿈의 내용을 이야기한다. 꿈이라는 장치가 갖는 비현실성, 예언성, 추상성 등을 활용해 현실에 대한 비판, 직언, 풍자를 한다. 랭글런드 자신은 보수주의자였던 것으로 보이나, 후대의 독자들은 이 작품이 진보적·개혁적 성향을 띤 것으로 읽었다.

## 같이 보기
- 제프리 초서
- 스펜서 밀턴